# Gypona sicula
Gypona sicula är en insektsart som beskrevs av Delong 1980. Gypona sicula ingår i släktet Gypona och familjen dvärgstritar. Inga underarter finns listade i Catalogue of Life.